# 高野山電気鉄道
高野山電気鉄道株式会社（こうやさんでんきてつどう）は、現在の南海高野線の高野下駅 - 極楽橋駅間（鉄道線）と、南海鋼索線の極楽橋駅 - 高野山駅間（鋼索線）に当たる路線を建設・経営していた会社である。南海電気鉄道の法人格上の前身。

## 沿革
元々、橋本 - 高野下 - 高野山に至る鉄道敷設免許は高野電気鉄道が1911年に取得していたものを、1912年に和歌山水力電気が譲受し、そこへ大阪方面から高野山方面への路線延伸を企てていた大阪高野鉄道が着目。和歌山水力電気が保有していた橋本 - 高野山までの免許を1916年に買収の上で1917年に高野大師鉄道〈社長：根津嘉一郎 (初代)〉を設立し、橋本 - 高野下間の工事に着手した。だが、1922年に大阪高野鉄道・高野大師鉄道は共に南海鉄道と合併。この時、未着工だった高野下 - 高野山間の免許は和歌山水力電気に返還された。
その和歌山水力電気は南海鉄道・大阪高野鉄道の合併と相前後して京阪電気鉄道に買収、同時に高野下 - 高野山間の免許も京阪の手に移る。このため南海は、京阪との兼ね合いに加えて建設費や保守管理費に莫大な費用を要する一方で収益の見込みが立たない山岳路線ということから、直接経営せず子会社を設立の上で運営することに方針転換。
1925年に高野山電気鉄道が設立され、社長は鉄道省監督局長から南海の専務取締役となった岡田意一が就任し、高野下 - 高野山間の路線免許を京阪から買収。1928年に高野下 - 神谷（現在の紀伊神谷）間が開業、翌年極楽橋駅まで開業し鉄道線が全通、1930年に鋼索線が開業して高野山上まで鉄道のみで行くことができるようになった。鉄道線の電車としてはデ101形・デニ501形の2形式10両が用意され、この陣容は戦後まで変化しなかった。
当初鉄道線の架線電圧を1500Vとしていたため、600Vであった南海鉄道線との直通運転ができず、接続駅である高野下駅では必ず乗り換えとなっていた。この乗り換えの煩わしさと（建設費用回収の必要から）高額の運賃設定のために、高野山へ登るときは高野山電気鉄道を利用するが、下るときは徒歩などで高野下駅まで出てから電車に乗る客が多くなってしまい、高野山電気鉄道の収益が思うように伸びない事態に陥ってしまった。この解決策として1932年に南海鉄道との相互乗り入れが行われるようになったが、南海鉄道に合わせて架線電圧を600Vに下げ電車も1500V専用から600V専用に改造しなければならなかった。
太平洋戦争時の国家主導による企業統合が進められた時、親会社の南海鉄道は1944年に関西急行鉄道（関急）と対等合併し近畿日本鉄道（近鉄）となったが、高野山電気鉄道は和歌山県内の統合が不完全な形になったこともあり、統合から外れて単独で残る形で戦後を迎えた。
1947年の南海・近鉄の分離時には高野山電気鉄道の存在を活かし、同社をあらかじめ南海電気鉄道と改称させておき、そこへ近鉄から旧・南海鉄道路線を譲渡するという形が取られた。このため、法人としての南海電気鉄道の設立日は、高野山電気鉄道の設立日である1925年3月28日となっている。

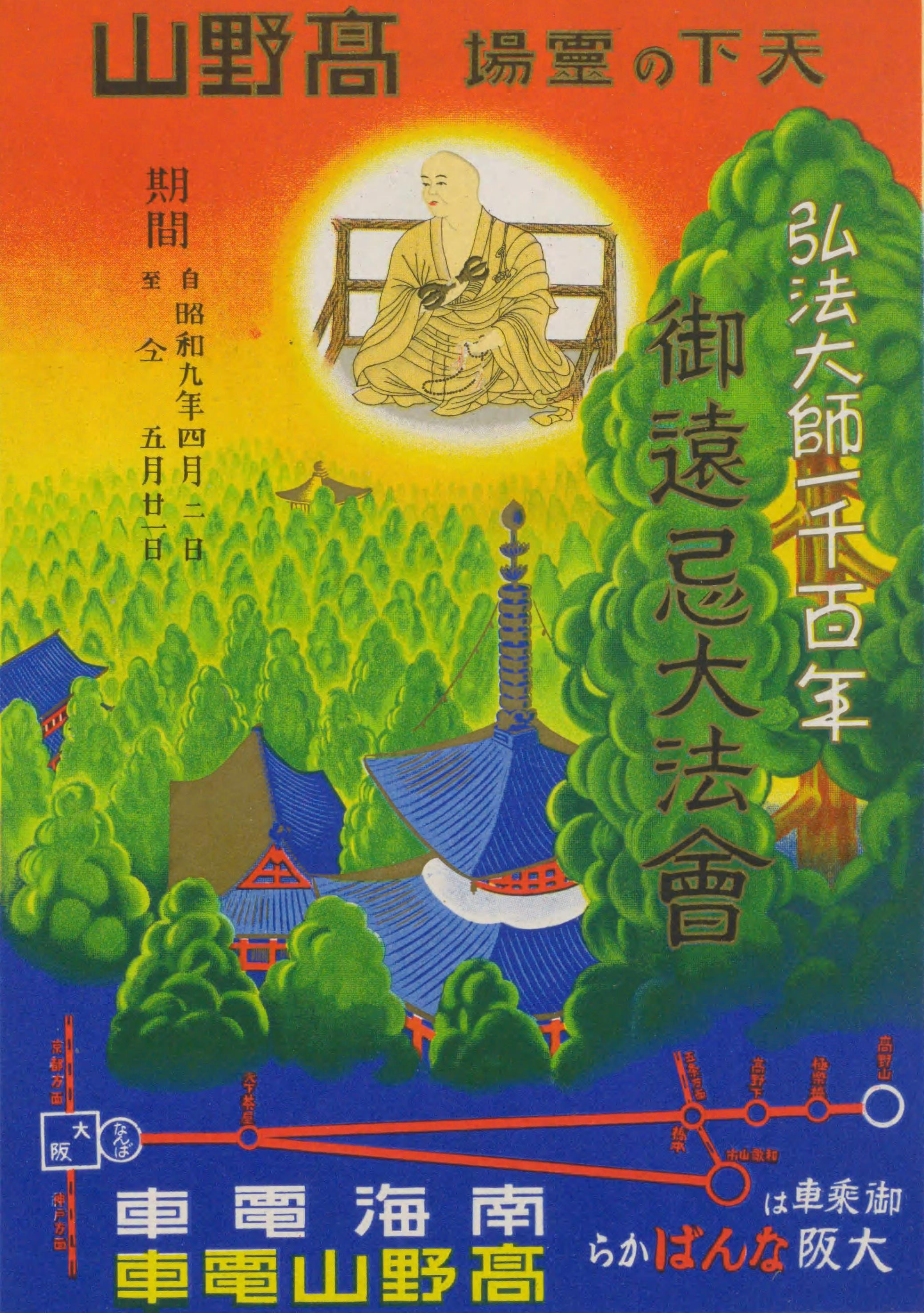
弘法大師1100年御遠忌大法会に合わせたポスター（1934年）
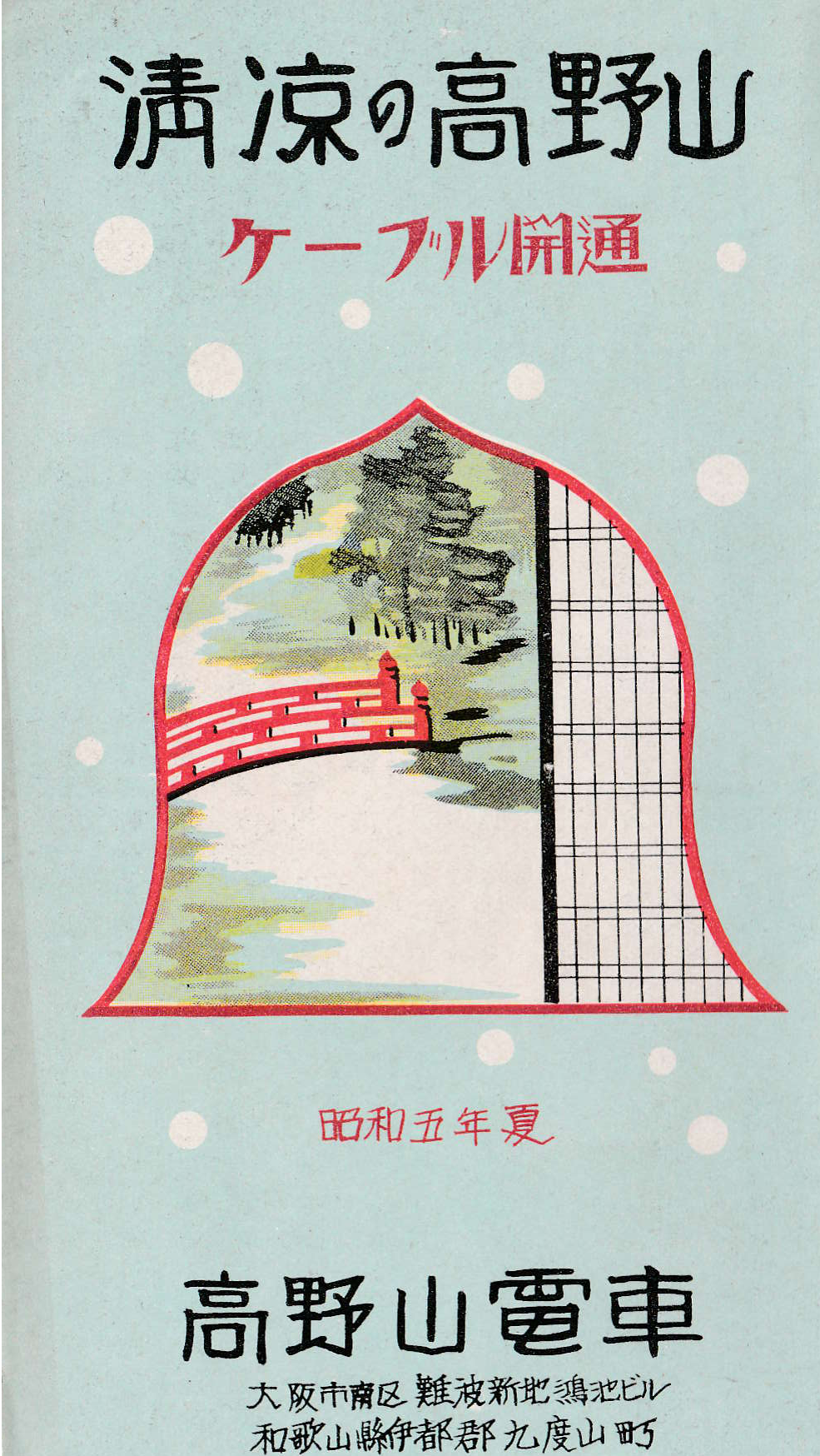
高野山電鉄鋼索線開業時の夏季パンフレット（1930年）

### 年表
- 1911年（明治44年）7月18日：高野電気鉄道に対し軽便鉄道免許状下付（橋本-高野間）[2]。翌1912年に和歌山水力電気に免許譲渡[3]。
- 1924年（大正13年）4月8日：高野登山鋼索鉄道に対し鉄道免許状下付（伊都郡高野村-同郡九度山町間）[10]。
- 1925年（大正14年）
  - 3月28日：高野山電気鉄道として設立[11]。
  - 8月1日：京阪電気鉄道より鉄道免許（椎出 - 大門間）譲受[8]。
- 1928年（昭和3年）6月18日：鉄道線高野下 - 神谷間開業[12]。
- 1929年（昭和4年）2月21日：鉄道線神谷 - 極楽橋間開業[13]。
- 1930年（昭和5年）6月29日：鋼索線極楽橋 - 高野山間開業[14]。
- 1932年（昭和7年）4月28日：架線電圧を1500Vから600Vに変更し、南海と直通運転を開始。
- 1935年（昭和10年）11月5日：鉄道起業廃止（許可）（明治44年7月18日免許 椎出-大門間）[15]。
- 1944年（昭和19年）9月3日：紀伊細川 - 上古沢間で脱線転覆事故が発生し、71名が死亡。
- 1947年（昭和22年）
  - 3月15日：南海電気鉄道と改称。
  - 6月1日：近畿日本鉄道から旧：南海鉄道の路線および同社に属する事業[注釈 6]を譲渡される。近鉄は南海線関連を管轄する難波営業局を廃止[16]。

以後の沿革は「南海電気鉄道」を参照。

## 運行概要
1930年9月15日改正時
- 頻度：鉄道線 - 6時10分から21時30分まで40分間隔、鋼索線 - 6時5分から22時5分まで20分間隔
- 所要時間：鉄道線 - 30分、鋼索線 - 5分

### 運賃
1930年9月15日当時
- 鉄道線 - 全線10.3kmで96銭
- 鋼索線 - 全線0.8kmで上り25銭、下り15銭、往復30銭

なお、当時の南海線難波 - 高野下間は54.0kmで1円30銭

## 駅一覧
- 1937年（昭和12年）10月1日現在[17]。
- 全駅和歌山県伊都郡に所在[17]。

| 路線   | 駅名       | 駅間 キロ | 営業 キロ | 接続路線         | 所在地   |
| ------ | ---------- | --------- | --------- | ---------------- | -------- |
| 鉄道線 | 高野下駅   | -         | 0.0       | 南海鉄道：高野線 | 九度山町 |
| 鉄道線 | 下古沢駅   | 1.7       | 1.7       |                  | 九度山町 |
| 鉄道線 | 上古沢駅   | 1.6       | 3.3       |                  | 九度山町 |
| 鉄道線 | 紀伊細川駅 | 3.0       | 6.3       |                  | 高野町   |
| 鉄道線 | 紀伊神谷駅 | 2.4       | 8.7       |                  | 高野町   |
|        | 極楽橋駅   | 1.6       | 10.3      |                  | 高野町   |
| 鋼索線 | 高野山駅   | 0.8       | 11.1      |                  | 高野町   |

## 輸送・収支実績
| 年度 | 乗客（人） | 貨物量（トン） | 営業収入（円） | 営業費（円） | 益金（円） | その他益金（円）     | その他損金（円）  | 支払利子（円） | 政府補助金（円） |
| ---- | ---------- | -------------- | -------------- | ------------ | ---------- | -------------------- | ----------------- | -------------- | ---------------- |
| 1928 | 76,284     | 0              | 68,996         | 66,233       | 2,763      |                      |                   | 7,754          |                  |
| 1929 | 452,725    | 0              | 396,515        | 180,093      | 216,422    |                      |                   | 261,587        |                  |
| 1930 | 502,938    | 0              | 377,053        | 175,942      | 201,111    |                      |                   | 275,174        |                  |
| 1931 | 545,619    | 0              | 343,919        | 156,702      | 187,217    |                      |                   | 272,021        |                  |
| 1932 | 587,784    | 0              | 340,813        | 149,393      | 191,420    |                      |                   | 274,604        |                  |
| 1933 | 583,736    | 0              | 376,239        | 132,533      | 243,706    |                      |                   | 279,407        |                  |
| 1934 | 1,223,064  | 0              | 691,346        | 185,692      | 505,654    |                      | 雑損118,844       | 251,075        | 5,497            |
| 1935 | 528,242    | 0              | 355,026        | 153,596      | 201,430    | 社債償還差益金17,876 | 雑損償却金102,562 | 210,743        | 71,341           |
| 1936 | 596,664    | 0              | 401,834        | 149,630      | 252,204    |                      | 雑損償却金177,955 | 191,122        | 116,603          |
| 1937 | 617,394    | 0              | 424,098        | 181,395      | 242,703    |                      |                   | 184,437        | 128,520          |
| 1939 | 787,767    | 0              |                |              |            |                      |                   |                |                  |
| 1941 | 1,115,750  | 945            |                |              |            |                      |                   |                |                  |
| 1945 | 718,408    | 2,254          |                |              |            |                      |                   |                |                  |

鋼索線含む
- 鉄道統計資料、鉄道統計各年度版

## 車両

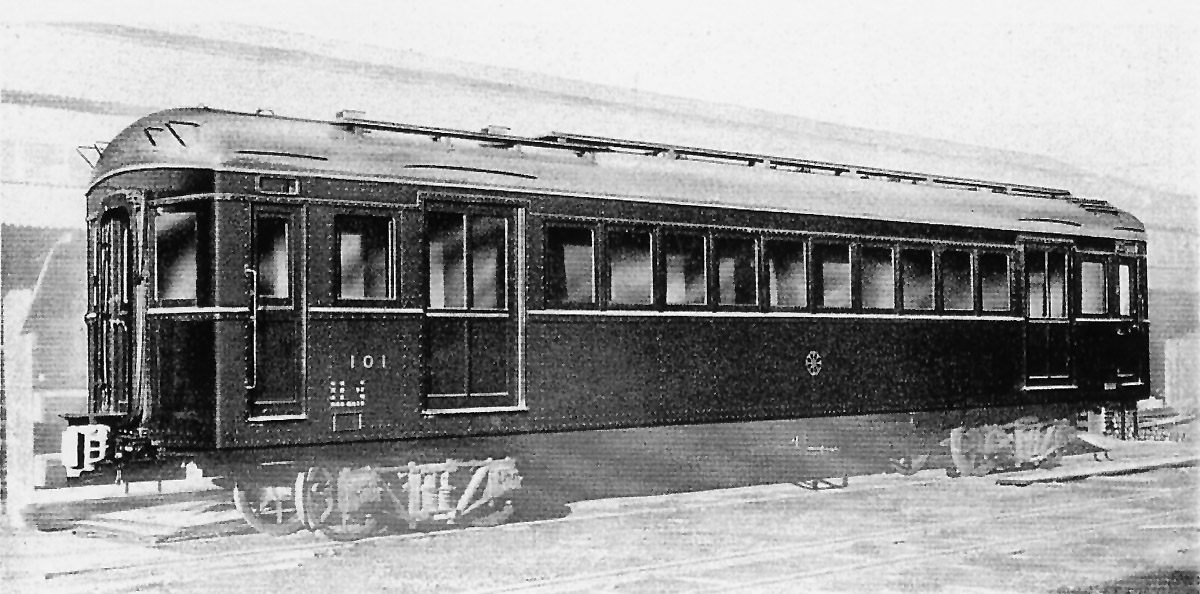
高野山電気鉄道デ101形デ101
メーカーカタログ写真。
機器の艤装前で台車は輸送用の仮台車。

- デ101形（旅客車、後の南海モハ561形）
- デニ501形（旅客荷物合造車、後の南海モハ561形）